# ويليام كريستوفر هاندي
ويليام كريستوفر هاندي (16 نوفمبر 1873 - 28 مارس 1958) مؤلّف موسيقي أمريكي، أشار إلى نفسه بأنه أب موسيقا البلوز. كان أحد أكثر مؤلفي الأغاني تأثيرًا في الولايات المتحدة، وواحدًا من موسيقيين عديدين عزفوا موسيقا البلوز الأمريكية المميزة. لم يبتكر هاندي نوع البلوز بحدّ ذاته لكنه كان من أوائل الذين نشروا الموسيقا في شكلها هذا، ومن ثم ساهم في نقل البلوز من نمط موسيقا إقليمي (بلوز دلتا) بجمهور محدود، إلى مستوى جديد من الشعبية.
استخدم هاندي عناصر من الموسيقا الشعبية في مؤلفاته. كان دقيقًا في توثيق مصادر أعماله التي غالبًا ما جمعت بين التأثيرات الأسلوبية لمختلف المؤدّين الموسيقيين.

## حياته المبكرة
وُلد هاندي في 16 نوفمبر عام 1873 في فلورنس، ألاباما. والدته إليزابيث بروير ووالده تشارلز برنارد هاندي، قسيس في كنيسة صغيرة في غنترسفيل، وهي بلدة تقع في مقاطعة مارشال شمال ألاباما. كتب هاندي في سيرته الذاتية التي حملت عنوان أب البلوز، الصادرة عام 1941، أنه وُلد في كوخ خشبي بناه جده ويليام وايز هاندي الذي أصبح قسيسًا في الكنيسة الأسقفية الميثودية الأفريقية بعد إعلان تحرير العبيد. حُفظ الكوخ الخشبي الذي وُلد فيه هاندي بالقرب من مركز مدينة فلورنسا.
اعتقد والد هاندي أن الآلات الموسيقية أدوات شيطانية. فاشترى هاندي غيتاره الأول الذي رآه في واجهة أحد المتاجر المحلية من دون علم والديه، وكان قد ادّخر ثمنه سرًا من خلال جمع التوت والمكسرات وصناعة الصابون. حين رأى والده الغيتار سأله: «هل مسّك جنون لإدخال شيءٍ كهذا إلى بيتنا المسيحي؟» وأمره أن «يعيده من حيث جلبه»، لكنه رتّب أيضًا لابنه كي يأخذ دروسًا في الأرغن. لم تدم دروس الأرغن طويلًا، واستمر هاندي في تعلّم العزف على الشّياع. انضم إلى فرقة موسيقية محلية في سن المراهقة، وأخفى هذه الحقيقة عن والديه. اشترى آلة شيّاع من زميل له في الفرقة، وقضى كل دقيقة فراغ في التدرب عليه.
تدرّب هاندي خلال نشأته على النجارة وصناعة الأحذية والتجصيص، وكان شديد التدين. تأثر أسلوبه الموسيقي بموسيقا الكنيسة التي كان يغنيها في شبابه ويعزفها، وبأصوات الطبيعة أيضًا. استلهم من «طيور الليل والخفافيش والبوم وأصواتها الغريبة»، ومن أشجار السرو التي تتحرك أغصانها على أطراف الغابة، وتأثر كذلك «بموسيقا كل طائر مغرّد وبجميع سيمفونيات الطبيعة العفوية».
عمل هاندي ضمن «كتيبة المجارف» في فرن ماكناب الحراري، حيث تعلم استخدام مجرفته لتأليف موسيقا مع العمال الآخرين تزجيةً للوقت. كان العمال يضربون مجارفهم على أسطحٍ صلبة بإيقاعات معقدة وصفها هاندي بأنها «أفضل من موسيقا فرقة طبول عسكرية بالنسبة لنا». يتذكر هاندي لاحقًا هذه الروح الارتجالية بوصفها تجربة ساهمت في تكوينه موسيقيًا: «كان الزنوج الجنوبيون يغنون عن كل شيء. ربطوا حياتهم الشخصية بأي شيء يمكنهم من خلاله استخلاص صوت موسيقي أو تأثير إيقاعي». وتأمل قائلًا: «بهذه الطريقة، وبتلك المواد، كانوا يُهيئون الجو لما نسميه اليوم موسيقا البلوز».

## مسيرته المهنية

### سنواته المبكرة
سافر هاندي إلى برمنغهام، ألاباما، لإجراء امتحان التدريس في سبتمبر من عام 1892. واجتاز الامتحان بسهولة وحصل بعدها على وظيفة تدريس في كلية المعلمين الزراعية والميكانيكية (جامعة ألاباما إيه آند إم الحالية) في نورمال التي كانت مجتمعًا مستقلًا آنذاك بالقرب من هانتسفيل. حين علم أن الأجر متدن، ترك الوظيفة ووجد عملًا في مصنع أنابيب في بيسيمر القريبة. نظّم هاندي أوركسترا وترية صغيرة وعلّم الموسيقيين كيفية قراءة النوتة الموسيقية في وقت فراغه. ثم نظم لاحقًا رباعي لاوزيتا. وحين قرأت تلك المجموعة عن المعرض العالمي الكولومبي القادم في شيكاغو، قررت حضوره. ولدفع تكاليف الرحلة، قام أفراد المجموعة بأعمال متفرقة ومتنوعة على طول الطريق. وحين وصلوا إلى شيكاغو علموا أن المعرض العالمي قد تأجل مدة عام. فتوجهوا بعد ذلك إلى سانت لويس، ميزوري، لكنهم لم يجدوا عملًا.
انتقل هاندي إلى إيفانسفيل، إنديانا بعد تفكك المجموعة. وعزف على آلة الشياع في معرض شيكاغو العالمي عام 1893. وانضم إلى فرقة ناجحة قدمت عروضها في جميع أنحاء المدن والولايات المجاورة. تنوعت مساعيه الموسيقية كذلك: أدّى دور المغني الرئيس بصوت التينور في عرض موسيقي شعبي، وعمل قائد فرقة، وقائد جوقة، وعازف شياع، وعازف بوق. وأصبح في الثالثة والعشرين من عمره قائد فرقة ماهارا كولورد مينستريلز.
سافرت المجموعة في جولة موسيقية استمرت ثلاث سنوات، إلى شيكاغو، مرورًا بولايتي تكساس وأوكلاهوما، ثم إلى تينيسي وجورجيا وفلوريدا، ثم إلى كوبا والمكسيك وكندا. وكان هاندي يتقاضى راتبًا قدره 6 دولارات أسبوعيًا. بعد عودتهم من كوبا، سافرت الفرقة شمالًا عبر ألاباما، حيث توقفت لتقديم عروضٍ في هانتسفيل.
التقى هاندي بإليزابيث برايس في أثناء مشاركته في حفل شواء في هندرسون، كنتاكي عام 1896. وتزوجا في 19 يوليو من ذلك العام. أنجبت إليزابيث لوسيل، أول أطفالهما الستة، في 29 يونيو من عام 1900. وقرر الزوجان الإقامة مع أقاربهما بعد استقرارهما في فلورنسا بعد أن سئما الترحال.
في تلك الفترة تقريبًا، عيّن ويليام هوبر كونسيل -وهو رئيس كلية المعلمين الزراعية والميكانيكية الحكومية للسود في هانتسفيل (التي أصبحت فيما بعد جامعة ألاباما إيه آند إم)، وهي الكلية ذاتها التي رفض هاندي التدريس فيها عام 1892 لانخفاض أجرها- هاندي لتدريس الموسيقا. أصبح هاندي عضوًا في هيئة التدريس في سبتمبر عام 1900، ودرّس طوال معظم عام 1902. شعر بالإحباط حين اكتشف أن الكلية تُركّز على تدريس الموسيقا «الكلاسيكية» الأوروبية. وشعر بأنه يتقاضى أجرًا زهيدًا، وأن بإمكانه جني مزيد من المال من خلال الجولات مع فرقة موسيقية.

### تطور أسلوب البلوز
جاب هاندي أنحاء ولاية ميسيسيبي عام 1902، مستمعًا إلى أنماط متنوعة من الموسيقا الشعبية السوداء. كانت الولاية ريفية في معظمها، وكانت الموسيقا جزءًا من ثقافتها، لا سيما في مزارع القطن في دلتا المسيسيبي. كان الموسيقيون يعزفون عادةً على الغيتار أو البانجو، وبدرجة أقل، على البيانو. تمكّن هاندي بذاكرته اللافتة من استحضار الموسيقا التي سمعها في أسفاره وتدوينها.
استقال هاندي من منصبه التدريسي بعد خلاف مع رئيس مجلس إدارة الكلية، وعاد إلى فرقة ماهارا مينستريلز وجال في الغرب الأوسط وشمال غرب المحيط الهادي. عام 1903 أصبح قائد فرقة موسيقية سوداء نظمتها مؤسسة فرسان بيثياس من أمريكا الشمالية والجنوبية وأوروبا وآسيا وأفريقيا وأستراليا في كلاركسديل، ميسيسيبي. عاش هاندي وعائلته هناك مدة ست سنوات. وخلال هذه الفترة، خاض عديد من التجارب التكوينية التي ذكر لاحقًا أنها أثرت في أسلوبه الموسيقي المتطور. في العام ذاته، وفي أثناء انتظاره قطارًا في توتويلر، ميسيسيبي، في دلتا المسيسيبي، سمع هاندي رجلًا أسود يعزف على غيتار فولاذي مستخدمًا سكينًا.

تلقّى هاندي في أثناء عزفه في حفلة راقصة في كليفلاند، ميسيسيبي نحو عام 1905، رسالة تطالب بعزف «موسيقانا الأصلية». فعزف لحنًا جنوبيًا قديمًا، وسُئل إن كان بإمكان فرقة موسيقية محلية من أصول أفريقية عزف بعض الألحان. وافق هاندي، وبدأ ثلاثة شبان بآلات موسيقية قديمة العزف. كشف بحثٌ أجراه إليوت هورويت لصالح «مسار بلوز ميسيسيبي» أن قائد تلك الفرقة في كليفلاند هو برينس ماكوي. وقد وصف هاندي الموسيقا التي عزفتها تلك الفرقة في سيرته الذاتية:
«عزفت الفرقة مرةً تلو المرة أحد تلك الألحان التي تبدو بلا بداية وبلا نهاية. بلغ العزف رتابة مزعجة، لكنه استمرّ نوعًا من الموسيقا المستوحاة من حقول قصب السكر ومخيّمات السدود. كانت أقدام العازفين تدوّي على الأرض. لم يكن الأمر مزعجًا أو بغيضًا. لكن ربما يكون وصف «مُؤرّق» هو الكلمة الأنسب».
استلهم هاندي أيضًا من رقصات المربعات التي كان يؤديها السود في ولاية ميسيسيبي التي كانت عادةً ما تُعزف على مفتاح صول الكبير. وعلى وجه الخصوص، اختار المفتاح ذاته لأغنيته الناجحة «سانت لويس بلوز» عام 1914.